# Zoričići
Zoričići – wieś w Chorwacji, w żupanii istryjskiej, w gminie Višnjan. W 2011 roku liczyła 22 mieszkańców.